# MGP Nordic 2008
MGP Nordic 2008 var en nordisk musiktävling för barn och ungdomar som hölls i Århus, Danmark den 29 november 2008.

## Representanter
Det är två deltagare ifrån varje land.

### Danmark
| Land    | Deltagare      | Bidrag                   | Hemmaplan |
| ------- | -------------- | ------------------------ | --------- |
| Danmark | The Johanssons | En for alle, alle for en | 1:a       |
| Danmark | Sandra Monique | Hola chica               | 2:a       |

### Sverige
| Land    | Deltagare         | Bidrag               | Hemmaplan |
| ------- | ----------------- | -------------------- | --------- |
| Sverige | Linn Eriksson     | En sång från hjärtat | 1:a       |
| Sverige | Jonna Torstensson | Kommer jag våga      | 2:a       |

### Norge
| Land  | Deltagare       | Bidrag          | Hemmaplan |
| ----- | --------------- | --------------- | --------- |
| Norge | The BlackSheeps | Oro jaska beana | 1:a       |
| Norge | The Battery     | Tenke nå        | 2:a       |

### Finland
| Land    | Deltagare | Bidrag    | Hemmaplan |
| ------- | --------- | --------- | --------- |
| Finland | Footboys  | Fotboll   | 1:a       |
| Finland | Big Bang! | Här är vi | 2:a       |

## Poängtavla
|             |       | Telefonröster |         |    |  |  |
| Danmark     | Norge | Sverige       | Finland |    |  |  |
|             |       |               |         |    |  |  |
| Johanssons  | X     | 54            | 19      | 19 |  |  |
| BlackSheeps | 53    | X             | 51      | 60 |  |  |
| Jonna       | 30    | 25            | X       | 21 |  |  |
| Footboys    | 17    | 23            | 30      | X  |  |  |
|             |       |               |         |    |  |  |

## Slutresultat
1. The BlackSheeps - Oro jaska beana , 164 poäng
2. The Johanssons - En for alle, alle for en , 90 poäng
3. Jonna Torstensson - Kommer jag våga , 76 poäng
4. Footboys - Fotboll , 70 poäng

Övriga deltagare kom på en delad femte plats.